# Ingone
Ingone (... – 1080) titolare della Diocesi di Asti nell'XI secolo.
Ingone, forse già suddiacono del vescovo Pietro, simoniaco e filo-imperiale, venne posto sulla sedia della diocesi di Asti dalla contessa Adelaide, alla morte del vescovo Girelmo.
Per questa consacrazione, si rivolse all'arcivescovo di Milano.
Gli astigiani, insorsero,  non accettando questa intrusione della contessa nelle faccende cittadine, intuendo anche, che una imposizione di Ingone, avrebbe avuto il significato di una pesante intromissione degli Arduinici nel potere cittadino.
Si rivolsero a papa Alessandro II, proponendo per la candidatura un vescovo antagonista.
Nonostante l'opposizione di Roma, la contessa perseverò fino a piegare la città  militarmente nel 1070, conquistandola e saccheggiandola.
A questo punto, Ingone salito di prepotenza al vescovado, divenne una figura di compromesso, tra la contessa e la città. Seppe destreggiarsi bene fra tradizione ed innovazione, cercando di ricucire i rapporti con le principali famiglie astigiane.
Anche con la chiesa di Asti, rinsaldò sia i rapporti con i vecchi collaboratori di Girelmo, per esempio il notaio Benzone o il fidelis Stefano, sia con i personaggi di spicco del clero astigiano.
Famosa è la dedica del proprio commentario di salmi a Bruno d'Asti.
Ancora in una lettera  del 1075, seppur legittimo, venne indicato dal nuovo papa Gregorio VII come  "maledictus".